# 柯㫤
柯㫤（1577年—1627年），字季和，號纪堂，又號和山，福建興化府莆田縣人，民籍，明朝政治人物。

## 生平
萬曆三十一年（1603年）癸卯科福建鄉試第十五名舉人，三十二年（1604年）中式甲辰科會試第二百三十一名，三甲第一百六十一名進士。刑部觀政，授鄞縣知縣，三十四年（1606年）任浙江鄉試同考官，三十八年（1610年）升南京戶部浙江司主事，四十年（1612年）管揚州鈔關，恤商捐羨，除回空漕船陋規，四十二年（1614年）升員外郎，同年升北京兵部郎中，四十四年（1616年）出為河間府知府，四十七年（1619年）升山東按察司副使、兵備濟寧，同年改兵備易州，四十八年（1620年）升尚寶司卿，天啟元年（1621年）升太僕寺少卿，三年（1623年）升右通政，四年（1624年）任都察院右僉都御史、巡撫山西，五年（1625年）十一月以母老終養致仕歸里，七年（1627年）丁母憂，哀毁卒。

## 家族
高祖柯英，徽州府知府；曾祖柯維騏，南京戶部主事；祖父柯植；父柯茂竹，海陽縣知縣。母方氏。慈侍下。弟柯晟。